# BBステーション
BBステーション（ビービーステーション）は日本のインターネット放送局。正式名称は「ブロードバンド・メディア・ステーション」。基本的に視聴料は無料。

## 概要
ナローバンドでも視聴可能な生活情報ポータルサイトとして、2002年（平成14年）1月に開局。当初はNEC社製のパソコンの専用アプリケーションでしか観られなかったが、2003年（平成15年）より一般のウェブブラウザでも視聴が可能となった。
ブロードバンドを意識して方向転換してからは、グラビアアイドルの那由多遥がビキニでDJを行う『@DOKIドキ　遥のビキニdeとーく』などの人気番組があったが、広告収入確保の問題などで、2004年（平成16年）9月に閉局した。
当初は企業向け・学校向け・地域向けのコンテンツも想定されていた。